# Brunneria
Brunneria es un género de insectos mantodeos perteneciente a la familia Coptopterygidae. Es originario de América.

## Especies
- Brunneria borealis
- Brunneria brasiliensis
- Brunneria gracilis
- Brunneria longa
- Brunneria subaptera